# Herbata z imbirem
Herbata z imbirem – singel polskiego piosenkarza Smolastego. Singel został wydany 16 lutego 2023.
Kompozycja znalazła się na 3. miejscu listy OLiA, najczęściej odtwarzanych utworów w polskich rozgłośniach radiowych. Nagranie otrzymało w Polsce status czterokrotnie platynowego singla, przekraczając liczbę 200 tysięcy sprzedanych kopii.

## Geneza utworu i historia wydania
Piosenka została napisana i skomponowana przez Jakuba Laszuka, Norberta Smolińskiego i Wiktora Wójcika.
Singel ukazał się w formacie digital download 16 lutego 2023 w Polsce za pośrednictwem wytwórni płytowej Warner Music Poland. 24 maja 2024 singel został zaprezentowany telewidzom stacji Polsat podczas Polsat SuperHit Festiwal 2024.

## „Herbata z imbirem” w stacjach radiowych
Nagranie było notowane na 3. miejscu w zestawieniu OLiA, najczęściej odtwarzanych utworów w polskich rozgłośniach radiowych.

## Teledysk
Do utworu powstał teledysk, który udostępniono w dniu premiery singla za pośrednictwem serwisu YouTube.

## Notowania
| Kraj   | Lista (2023)                   | Najwyższa pozycja |
| ------ | ------------------------------ | ----------------- |
| Polska | OLiS – oficjalna lista airplay | 3                 |

| Kraj   | Lista (2023)                   | Pozycja |
| ------ | ------------------------------ | ------- |
| Polska | OLiS – oficjalna lista airplay | 35      |

## Certyfikaty
| Kraj          | Certyfikat         | Sprzedaż |
| ------------- | ------------------ | -------- |
| Polska (ZPAV) | 4× platynowa płyta | 200 000+ |

## Wyróżnienia
| Rok  | Konkurs                  | Kategoria                   | Rezultat    |
| ---- | ------------------------ | --------------------------- | ----------- |
| 2023 | Gorąca 100               | 100 największych hitów 2023 | 33. miejsce |
| 2023 | Przebój roku RMF FM 2023 | Przebój roku                | 53. miejsce |